# Aprionus aciculatus
Aprionus aciculatus är en tvåvingeart som beskrevs av Boris Mamaev 1997. Aprionus aciculatus ingår i släktet Aprionus och familjen gallmyggor. Inga underarter finns listade i Catalogue of Life.